# Jiaxiang
Jiaxiang betekent in het Nederlands iets als het geboortedorp van iemands (groot)vader of soms nog meer generaties. Het is een term die vaak gebruikt wordt door Chinezen die elkaar voor het eerst ontmoeten. Men vraagt dan aan elkaar "Waar is jouw jiaxiang?" In de Chinese cultuur is jiaxiang van oudsher zeer belangrijk. Dat komt doordat men in China in elk dorp een verschillend dialect spreekt. Men spreekt met dorps- of streekgenoten (Standaardmandarijn: xiāng qīn 乡亲; Standaardkantonees: [ tʰʊŋ gœŋ] 同鄉; Chaozhouhua: [ hiːʊŋ liː] 鄉里) meestal het dialect van hun dorp, dat gebeurt ook vaak buiten hun dorp. Ook is streekgenootschap belangrijk, want het komt vaak voor dat mensen door anderen worden bevoorrecht, omdat ze streekgenoten zijn.
De volgorde van jiaxiang wordt gemaakt door eerst de provincie te noemen, dan de prefectuur, dan het district en dan soms ook het dorp.

## Kantonees
In het Kantonees spreekt men vaak over [ hœŋ haː], dat dezelfde betekenis heeft als jiaxiang.
In het Standaardkantonees heeft het woord soms een negatieve betekenis. Zo kan men in het Kantonees spreken over een [ hœŋ haː lou] (鄉下佬), wat plattelander betekent. In Hongkong wordt vaak op plattelanders neergekeken, doordat er vroeger in de jaren 60 van de 20e eeuw veel plattelanders uit China en de New Territories naar Kowloon en Hongkong eiland kwamen. Vaak hadden ze dorpse gewoontes. Zo zaten plattelanders vaak te rochelen op straat en communiceerden ze op straat vaak luidruchtig in hun eigen dialect. Hierdoor is een groot deel van de Hongkongse jeugd hun jiaxiang vergeten, om connecties met het platteland te vermijden, waardoor de jongeren nauwelijks een bezoek brengen aan hun jiaxiang.

## Jiaxiang tegenwoordig
Door de verstedelijking van China en de emigratie van Chinezen naar het buitenland wordt jiaxiang steeds minder belangrijk in de Chinese cultuur. Men kijkt niet meer zo vaak op als men van dezelfde streek komt. Tegenwoordig vraagt men bij de eerste kennismaking ook steeds meer uit welke Chinese provincie de ander komt in plaats van te vragen naar zijn of haar jiaxiang.
In Taiwan is midden jaren negentig van de 20e eeuw het gebruik om de jiaxiang in de identificatiedocumenten van de mensen te noemen afgeschaft. Dit vanwege de Taiwanisering en het feit dat veel van de bewoners van Taiwan nog nooit in hun jiaxiang op het Chinese vasteland zijn geweest.

## Veel voorkomende Jiaxiang van Chinezen in Nederland
De meeste Chinezen in Nederland hebben hun jiaxiang in
- Zhejiang: Qingtian, Yongjia, Wenqi, Wenzhou
- Fujian: Fuzhou, Xiamen
- Guangdong: Dapengbandao, Kanton, New Territories, Meizhou